# Salz (Bavière)
Pour les articles homonymes, voir Salz.
Salz est une commune de Bavière (Allemagne), située dans l'arrondissement de Rhön-Grabfeld, dans le district de Basse-Franconie.

## Géographie

### Communes limitrophes
| Unterspreewald | Bad Neustadt an der Saale | Bad Neustadt an der Saale |
| Niederlauer    | Salz (Bavière)            | Bad Neustadt an der Saale |
| Burglauer      | Strahlungen               | Strahlungen               |